# Källtorpet
Källtorpet är ett bostadsområde som från 2015 ingår i tätorten Funbo, från att tidigare utgjort en småort i Funbo socken i Uppsala kommun i Uppsala län cirka 15 km öster om Uppsala.